# Villages (roman)
Villages (titre original en anglais Villages) est un roman de l'écrivain américain John Updike publié originellement le 19 octobre 2004 aux États-Unis et en français le 7 mai 2009 aux éditions du Seuil.

## Réception critique
À la parution du roman aux États-Unis, les deux critiques du New York Times sont relativement négatives sur le livre,. Publié de manière posthume en français, Villages est en revanche bien accueilli par la critique en France,,.

## Éditions
- (en) Villages, Alfred A. Knopf Publishers, 2004  (ISBN 978-1400042906), 336 p.
- (en) Villages, Random House, 2005  (ISBN 9780345477316), 336 p.
- Villages, trad. Michèle Hechter, éditions du Seuil, 2009  (ISBN 9782020841795), 324 p.[6]
- Villages, Points, 2010  (ISBN 9782757818701), 384 p.